# Remetegyurgyalag
A remetegyurgyalag (Nyctyornis amictus) a madarak osztályának a szalakótaalakúak (Coraciiformes) rendjéhez, ezen belül a gyurgyalagfélék (Meropidae) családjához tartozó faj.

## Rendszerezés
A fajt Coenraad Jacob Temminck holland ornitológus írta le 1824-ben, a Merops nemben Merops amictus  néven.

## Előfordulása
Délkelet-Ázsiában, Brunei, Indonézia, Malajzia és Thaiföld területén honos. Természetes élőhelyei a szubtrópusi és trópusi síkvidéki és hegyi esőerdők, lombhullató erdők, édesvízi tavak, folyók és patakok környékén, valamint vidéki kertek és városi régiók. Állandó, nem vonuló faj.

## Megjelenése
Testhossza 27–31 centiméter, a hím testtömege 68–92 gramm, a tojóé 61–70 gramm. Nagy fejének homloka, arcrésze és torka vörös. Lefelé görbülő csőre, rövid lekerekedő szárnyai és szögletes végű farka van.
|  |

## Életmódja
Tápláléka a levegőben repülő rovarok.

## Szaporodása
Partoldalba vájt költőüregbe rakja tojásait.

## Természetvédelmi helyzete
Az elterjedési területe nagy, egyedszáma pedig csökkenő, de még nem éri el a kritikus szintet. A Természetvédelmi Világszövetség Vörös listáján nem fenyegetett fajként szerepel.